# دهستان چلو
دهستان چلو نام دهستانی در بخش چلو شهرستان اندیکا، استان خوزستان در ایران است. بر اساس سرشماری مرکز آمار ایران در سال ۱۳۸۵، جمعیت آن ۵۱۱۸ نفر (۸۳۳ خانوار) بوده‌است.